# Stade Baréma-Bocoum
Pour les articles homonymes, voir Baréma Bocoum et Bocoum.
Le stade Baréma-Bocoum, nommé en l'honneur de l'ancien homme politique Baréma Bocoum (1914-1973), a été construit à Mopti au Mali en janvier 2002, pour l’organisation de la Coupe d'Afrique des nations de football 2002. Il a une capacité de 12 à 15 000 places. Il comprend une arène gazonnée et éclairée et d’une piste en latérite de 5 couloirs.